# Senningen
Senningen är en ort i Luxemburg.   Den ligger i distriktet Luxemburg, i den centrala delen av landet, 9 kilometer öster om huvudstaden Luxemburg. Senningen ligger 341 meter över havet och antalet invånare är 378.
Terrängen runt Senningen är platt åt sydost, men åt nordväst är den kuperad.  Runt Senningen är det ganska tätbefolkat, med 86 invånare per kvadratkilometer.. Närmaste större samhälle är Luxemburg, 8,6 kilometer väster om Senningen. 
Omgivningarna runt Senningen är en mosaik av jordbruksmark och naturlig växtlighet.